# Hamerhoen
Het hamerhoen of maleo (Macrocephalon maleo) is een vogel uit de familie Megapodiidae (grootpoothoenders). Het is een bedreigde, endemische vogelsoort op Sulawesi en Buton (Indonesië). De Nederlandse naam heeft betrekking op de hamervormige kop.

## Kenmerken
De vogel is 55 tot 60 cm lang. Het is een onmiskenbare hoenderachtige vogel met een middelgrote staart. De vogel is wit van onder, zwart van boven en op de borst. Opvallend is de benige, donkere verhoging op de kop en de stevige, hoornkleurige snavel waardoor de kop lijkt op de kop van een hamer.

## Verspreiding, leefgebied en voortplanting
De hamerhoenders komen nog voor op nauwelijks tachtig plaatsen op het hoofdeiland Celebes en het eiland Buton. De vogels leven in regenwoud of aangetast bos tot op 1060 m boven zeeniveau. De soort heeft in tegenstelling tot de meeste hoenderachtigen een vreemde voortplantingswijze. De hennen hebben gemeenschappelijke broedplaatsen op zandige plekken zoals stranden langs rivieren of kusten die door de zon of door aardwarmte warm blijven waardoor de embryo's in de eieren op op temperatuur gehouden worden. Ieder vrouwtje legt acht tot twaalf eieren die ze diep in het zand begraaft. Na twee tot drie maanden komen de eieren uit. De kuikens worden niet door ouders verzorgd, zij kruipen binnen twee dagen na het uitkomen uit het zand en kunnen daarna onmiddellijk vliegen.

## Status
Het hamerhoen heeft een beperkt verspreidingsgebied en daardoor is de kans op uitsterven aanwezig. In 2001 constateerde BirdLife International dat van de 142 bekende broedplaatsen er 48 verlaten waren en 83 bedreigd in hun voortbestaan. Het aantal broedparen werd geschat op 4.000 tot 7.000. In de periode 1950-2000 is dat aantal met 90% afgenomen (-4,5% per jaar).
De broedplaatsen zijn bij de plaatselijke bevolking bekend en de eieren worden opgegraven en dit leidt tot niet duurzame exploitatie. Daarnaast treedt ontbossing op waardoor steeds meer broedplaatsen verloren gaan. Om deze redenen staat deze soort als kritiek op de Rode Lijst van de IUCN.